# Kathedrale von Le Havre

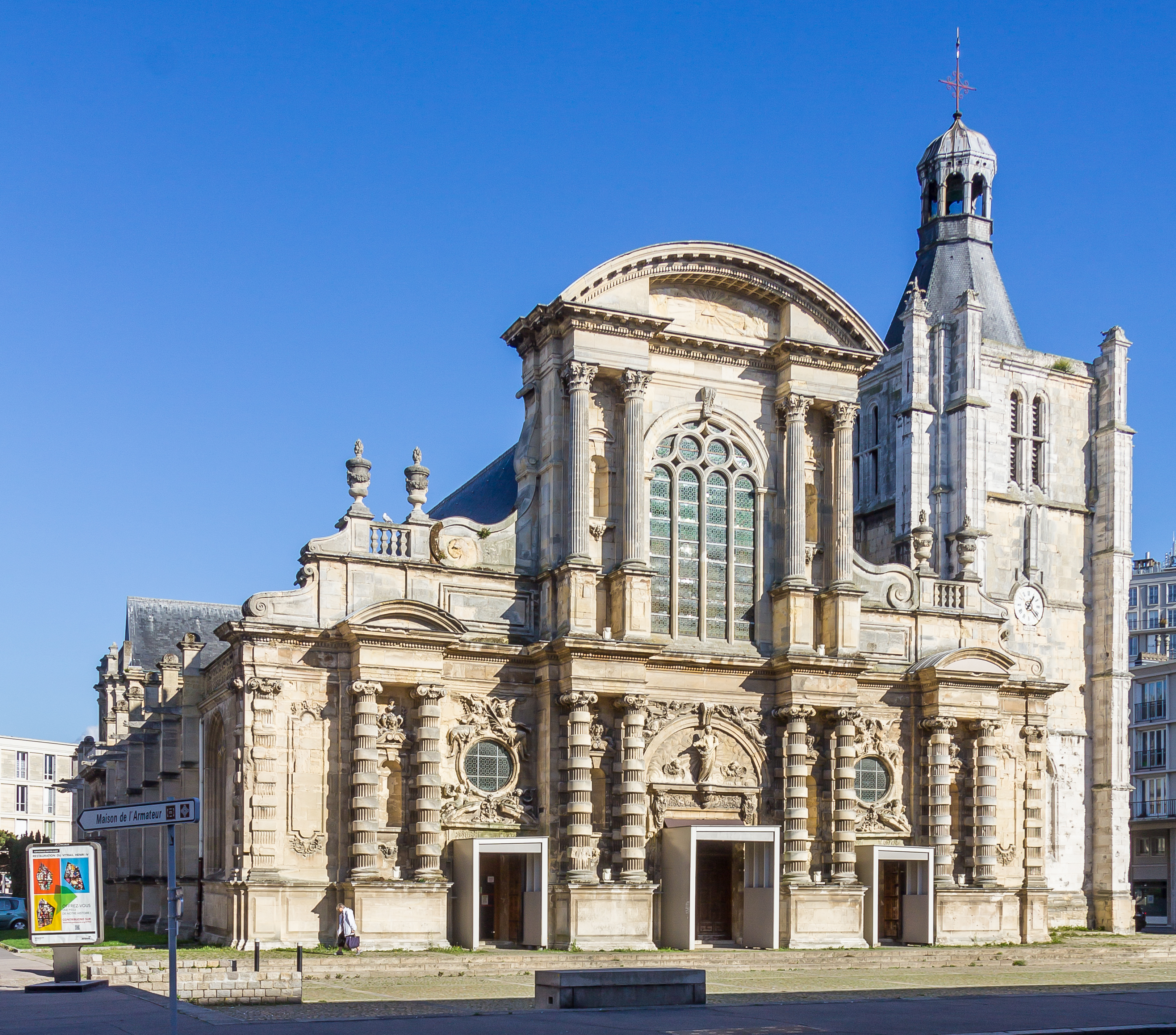
Notre Dame mit Hauptportal

Die Kathedrale Notre Dame ist die katholische Bischofskirche des Bistums Le Havre in Le Havre im Département Seine-Maritime und eines der wenigen erhaltenen Vorkriegsgebäude der Innenstadt.

## Geschichte
Im 12. Jahrhundert errichteten Fischer eine der Jungfrau Maria geweihte Kapelle, die im 15. Jahrhundert nicht mehr erhalten war. Der Pfarrer der Kirche Saint Michel (Sankt-Michaels-Kirche) in Ingouville beschloss 1520 nach der Hafengründung, eine Holzkapelle mit Reetdach zu bauen. Sie wurde oft von der Flut überschwemmt und wurde am 15. Januar 1525 von der „Mâle Marée“ (Schwere Sturmflut) zerstört. Man baute daraufhin eine feste Kirche mit Steinsäulen. Die Gottesdienste in dieser Kirche „Notre Dame de Grâce“ (Unsere gnadenvolle Frau) wurden vom Pfarrer und den Kaplänen von Ingouville gehalten. 1540 begann man mit dem Bau eines Kirchturms von 30 Metern Höhe, der von einer achteckigen gotischen Spitze gekrönt wurde. Dieser Turm diente als auch als Leuchtturm. 
Während der Religionskriege wurde die Stadt von den Protestanten erobert. Um sich gegen den König zu verteidigen, verbündeten sie sich mit den Engländern. Der Turm „Notre Dame“ diente 1562 als Festung gegen die französische Armee. Zur Vergeltung beschlossen die Behörden, den Turm einzureißen, und er erhielt so die heutige Form.
Der Bau der heutigen Kirche wurde 1575 beschlossen und von dem Maurermeister Nicolas Duchemin geleitet. Der Chor wurde 1585, das Schiff ohne das Gewölbe 1597 beendet. König Heinrich IV. gewährte einen jährlichen Zuschuss zur Vollendung der Arbeiten. Wegen des sumpfigen Untergrundes musste der Unterbau der Eingangsfassade erneuert werden. Der Hauptteil der Kirche wurde im Jahre 1630 vollendet. Die Renaissance- und Barockformen zeugen von dem Wechsel des Architekturstils.
Die Kirche erlitt Schäden während der Belagerung durch die Engländer im Juli 1694 und später 1759.
Während der französischen Revolution wurde die Kirche verwüstet. Sie wurde zu einem „Tempel der Vernunft“ umgewidmet. Dann diente sie als Futterspeicher. Ab dem Jahr 1801 wurde die Kirche wieder für den Gottesdienst in Gebrauch genommen. Die Renovierung, vor allem die Verschönerung der Westfassade, wurde 1830 beendet.
Im Zweiten Weltkrieg wurde die Kirche  durch Bombardierungen schwer beschädigt. Die meisten Kirchenfenster wurden im August 1941 zerstört. Durch eine Bombardierung im Juni 1944 und bei der verheerenden Bombardierung der Stadt am 5. und 6. September 1944 wurden fünf Bögen des Kirchenschiffs völlig zerstört.
Der Wiederaufbau wurde 1974 beendet. 1994 drohte das südliche Seitenschiff wegen des sumpfigen Untergrundes einzustürzen; daher wurden Strebepfeiler aus Holz eingefügt. Die Renovierungsarbeiten dauerten von 2001 bis 2004. Die Kirche steht auf dem ursprünglichen Bodenniveau und wirkt neben den auf Kriegsschutt gebauten Häusern nicht mehr erhöht.
Die Kirche erhielt 1801 eine selbstständige Pfarrei. 1998 entschied der Bischof die Umwandlung zu einer größeren Gemeinde; die Kirche gehört jetzt zur  Pfarrei „Saint Yves de la mer“.
1974 gründete Papst Paul VI. die Diözese Le Havre. Damit wurde die Kirche Notre Dame am 7. Dezember 1974 zur Kathedrale erhoben.

## Baukörper und Ausstattung

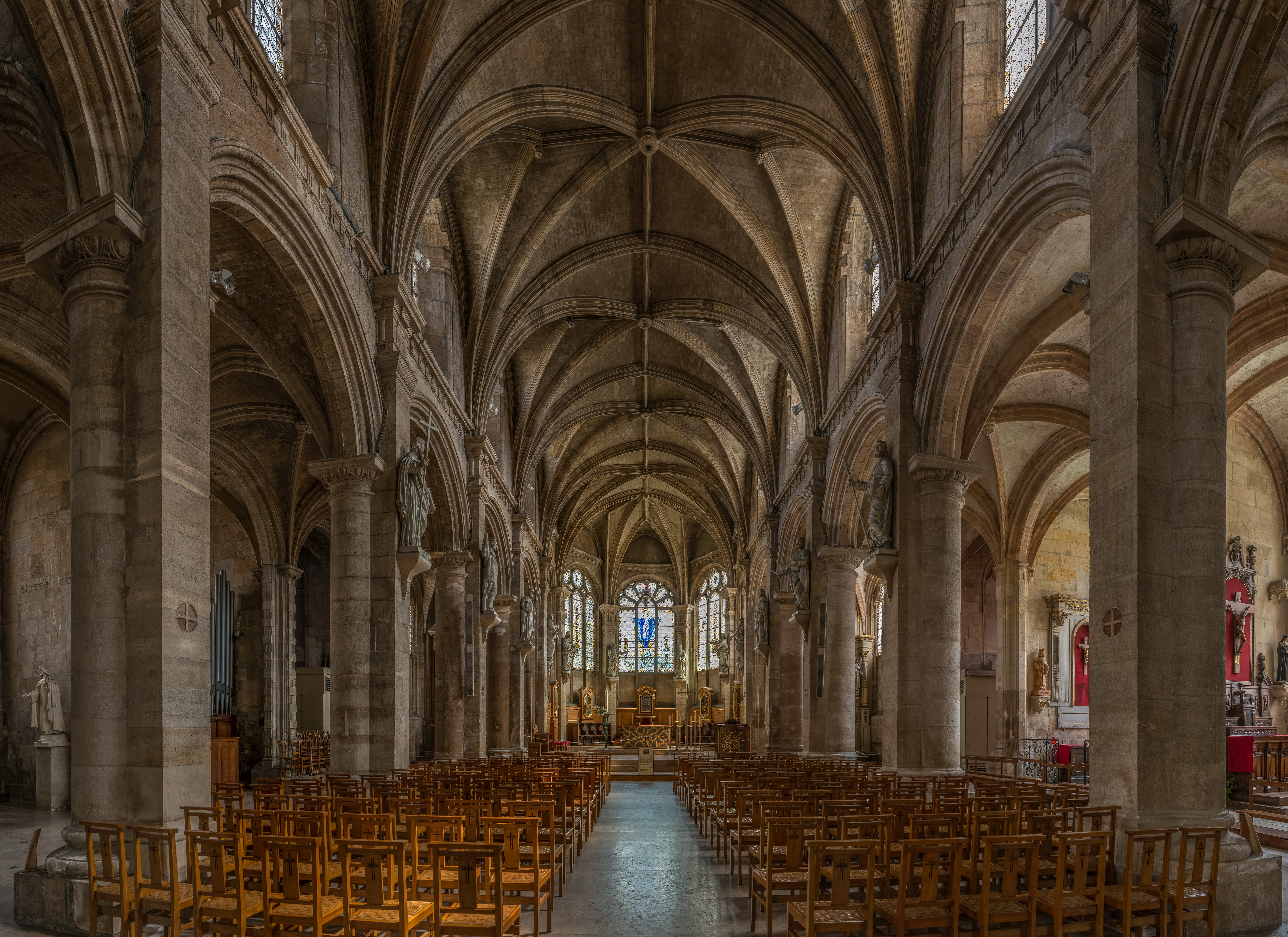
Innenansicht

Die Hauptfassade wurde im  Barockstil aus Stein aus Caen gebaut. Die Breite beträgt 27 m. Über dem Hauptportal, dessen Giebelfeld 1827 gebaut wurde, sieht man eine Statue der Heiligen Jungfrau mit Jesuskind.
Der Chor, der mit einer Täfelung aus gewachstem Holz im klassizistischen Stil und mit Goldhöhungen versehen ist, wurde Anfang der 1990er Jahre restauriert. Vier von den sechs Bildern des ehemaligen Chors wurden wiedergefunden und restauriert. Die Darstellung von Christus in der Glorie hinter der Kathedra des Bischofs ist ein Werk von Frau Moutle.
Die Kathedra stammt aus dem 18. Jahrhundert. Die acht Chorstühle rechts und links kamen während des Zweiten Weltkriegs in die Kathedrale.
Die Statuen der vier Evangelisten sind original erhalten und stammen aus dem Jahr 1637; Petrus und Paulus aus dem 18. Jahrhundert. Die sechs anderen Apostelstatuen zwischen dem Schiff und dem Chor, die während der Revolution zerstört wurden, wurden 1807 durch Figuren aus Gips ersetzt.
Der Hochaltar wurde von Philippe Kaeppelin aus Zinn hergestellt. Darüber hängt der Ewig-Licht-Leuchter aus Silber.
In der Mitte der Apsis stellt ein modernes Kirchenfenster die Heilige Jungfrau dar, umgeben von Seemotiven, die auch die Fenster auf beiden Seiten schmücken; ein Werk des Glasmalers Michel Durand.
Das Hauptschiff hat eine Länge von 63 m und eine Gewölbehöhe von 13 m. Es wird durch ein Spitzbogengewölbe abgeschlossen, stammt aus dem 17. Jahrhundert und wurde nach dem letzten Weltkrieg restauriert.
Die Kapelle des heiligen Sebastian an der Nordseite enthält einen Altar aus Kalksandstein im italienischen Renaissancestil aus dem 17. Jahrhundert. In dessen Mitte befindet sich eine Statue des heiligen Sebastian, gefertigt im 19. Jahrhundert aus Papiermaché.
Der Tabernakel mit neuzeitlichen Türen zeigt einen Fisch und einen Korb Brot als Symbol der wunderbaren Brotvermehrung.
An der Wand links ist eine Inschrift zur Erinnerung an die in einer protestantischen Verschwörung im März 1599 ermordeten Brüder Raoulin zu sehen.
Die Kapelle des Guten Hirten im nördlichen Seitenschiff enthält einen Altar mit Altarbild im klassizistischen Stil aus dem 18. Jahrhundert aus gefärbtem Holz mit vergoldeten Motiven. Die vergoldete Tür des Tabernakels stellt die Beweinung Mariens dar. In der Mitte des Altarbildes in der Nische ist die Statue der „Notre Dame de Grâce“ aus mehrfarbigem Holz aufgestellt. Sie stammt aus dem ersten Viertel des 17. Jahrhunderts. Neben dieser Kapelle sieht man ein Fenster aus dem 19. Jahrhundert, das den Besuch König Heinrichs IV. 1603 in Le Havre darstellt.
In der Kapelle „du Saint Nom de Marie“ (des Heiligen Namens Mariae) steht ein Altar im Rokokostil aus dem 18. Jahrhundert, der aus Holz geschnitzt, verziert und mit Gold überzogen ist. Ihn schmückt das Gemälde „Jungfrau mit dem Kind“. Es ist auf das Jahr 1836 datiert und ist das Werk eines polnisch-gebürtigen Malers. Neben dieser Kapelle sieht man ein Fenster, das den Gottesdienst zur Rückkehr der Stadt zum Katholizismus im Jahre 1563 nach der protestantischen Herrschaft darstellt.
Der Kreuzweg stammt aus der Kapelle des Passagierschiffes „Normandie“. Die vierzehn Stationen, jeweils aus einem Stück Palisanderholz geschnitzt, schmücken die beiden Seitenschiffe und sind ein Werk des Künstlers Gaston Lebourgeois.

## Orgeln

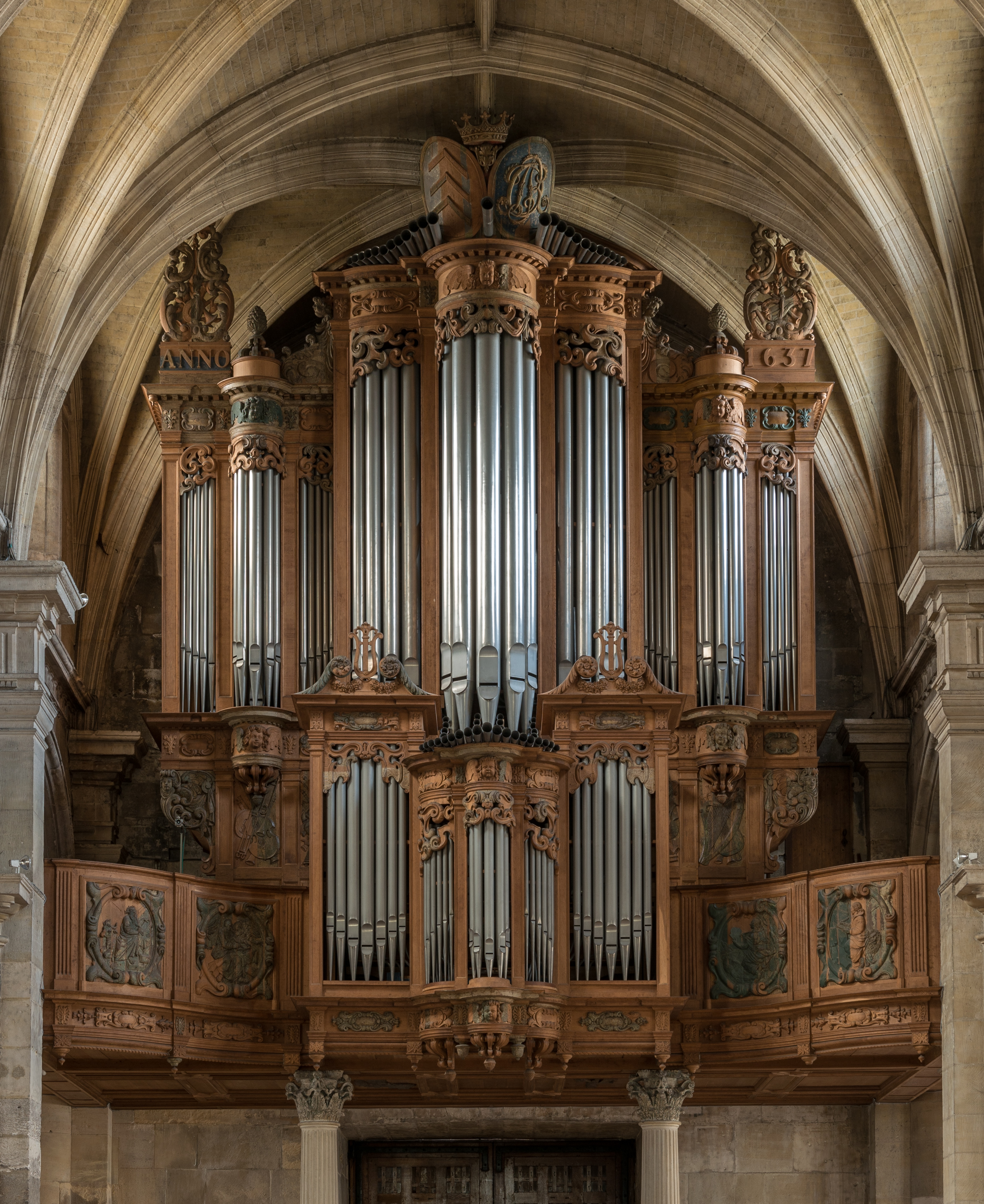
Orgel von Théo Hærpfer (1980) in einem Gehäuse von 1637

Die Hauptorgel wurde 1637 von Guillaume Lesselier (Rouen) erbaut. Das Gehäuse war ein Geschenk des Kardinals Richelieu. Nach Umbauten 1779, 1845 und 1861 wurde die Orgel 1944 schwer beschädigt. 1980 erfolgte ein Neubau durch Théo  Hærpfer im Gehäuse von 1637 mit 55 Registern auf drei Manualen und Pedal. Die heutige Disposition lautet wie folgt:
| I Positif C–g3 |        |
| Quintaton      | 16′    |
| Montre         | 8′     |
| Bourdon        | 8′     |
| Prestant       | 4′     |
| Flûte douce    | 4′     |
| Nasard         | 2 ⁄3′  |
| Doublette      | 2′     |
| Tierce         | 1 3⁄5′ |
| Larigot        | 1 ⁄3′  |
| Plein jeu VI   |        |
| Trompette      | 8′     |
| Cromorne       | 8′     |
| Tremblant      |        |

| II Grand orgue C–g3  |        |
| Montre               | 16′    |
| Montre               | 8′     |
| Flûte à fuseau       | 8′     |
| Flûte harmonique     | 8′     |
| Prestant             | 4′     |
| Grosse tierce        | 3 1⁄5′ |
| Doublette            | 2′     |
| Cornet V             |        |
| Grande fourniture II |        |
| Plein jeu VI         |        |
| Trompette            | 8′     |
| Clairon              | 4′     |

| III Récit expressif C–g3 |       |
| Flûte creuse             | 8′    |
| Bourdon                  | 8′    |
| Salicional               | 8′    |
| Unda-maris               | 8′    |
| Flûte                    | 4′    |
| Nasard                   | 2 ⁄3′ |
| Flûte                    | 2′    |
| Sifflet                  | 1′    |
| Basson                   | 16′   |
| Trompette harm.          | 8′    |
| Voix humaine             | 8′    |
| Basson hautbois          | 8′    |
| Chamade                  | 8′    |
| Clairon                  | 4'    |
| Trompe marine (Cham)     | 8′    |
| Tremblant                |       |

| IV Écho C–g3     |        |
| Cor de chamois   | 8′     |
| Flûte à cheminée | 4′     |
| Nasard           | 2 ⁄3′  |
| Flûte à biberon  | 2′     |
| Tierce           | 1 3⁄5′ |
| Mixture II-III   |        |
| Régale           | 16′    |
| Musette          | 8′     |

| Pedal C–g1    |         |
| Flûte ouverte | 16′     |
| Soubasse      | 16′     |
| Quinte        | 10 2⁄3′ |
| Bourdon       | 8′      |
| Principal     | 8′      |
| Octave        | 4′      |
| Bombarde      | 16′     |
| Trompette     | 8′      |

- Koppeln: Pos.-G.O., Rec.-G.O., Écho-Rec.

Im Altarraum befindet sich eine Chororgel.

## Glocken
Im Turm befinden sich fünf Glocken:
- Anne-Henriette, 2850 kg, gegossen 1822
- Françoise-Alexandrine, 2700 kg, gegossen 1822
- Isabelle-Julie, 1800 kg, gegossen 1870
- N.N., geweiht 1830
- Marguerite Andrée, geweiht 1956